# 1382年
| 千纪： | 2千纪 |
| 世纪： | 13世纪 \| 14世纪 \| 15世纪                                                                                 |
| 年代： | 1350年代 \| 1360年代 \| 1370年代 \| 1380年代 \| 1390年代 \| 1400年代 \| 1410年代                           |
| 年份： | 1377年 \| 1378年 \| 1379年 \| 1380年 \| 1381年 \| 1382年 \| 1383年 \| 1384年 \| 1385年 \| 1386年 \| 1387年 |
| 纪年： | 壬戌年（狗年）；明洪武十五年；北元天元四年；越南昌符六年；日本南朝弘和二年，北朝永德二年                   |

## 大事记
- 1月6日——明傅友德、蓝玉、沐英攻占雲南，元梁王把匝剌瓦爾密兵敗自殺。
- 1月20日——神聖羅馬皇帝查理四世的女兒，即波希米亞的安妮公主與理查二世結婚而成為英格蘭王后；直到1395年她去世為止，該婚姻並無繼承人。
- 4月7日——明將藍玉、沐英攻克大理城，元朝大理總管段世投降明軍，明朝平定雲南，元朝在雲南長達128年的的統治結束。
- 5月12日——杜拉佐的卡洛下令監禁那不勒斯女王喬萬娜一世，並接替她成為那不勒斯國王卡洛三世。
- 5月31日——安茹的路易一世率軍前往阿維尼翁以營救喬萬娜一世。
- 8月23日——金帳汗國的脱脱迷失大汗率軍圍攻莫斯科，三天後莫斯科人打開城門，羅斯諸公國恢復对蒙古人納貢。
- 9月11日——匈牙利和波蘭國王拉約什一世去世，無男性繼承人，由兩個女兒瑪麗亞和雅德維加分別繼任為匈牙利和波蘭的女王。
- 9月30日——的里雅斯特（現在意大利北部）的居民將他們的城市捐贈給奧地利大公利奧波德三世。
- 11月27日——羅斯貝克戰役：法國軍隊在法蘭德斯伯爵路易二世率領下，擊敗菲利普·范阿特威爾德（英语：Philip van Artevelde）領導的佛拉芒人。
- 明朝设锦衣卫、都察院和殿阁大学士
- 西安城墙建成
- 明太祖朱元璋把全國寺院分為「禪」、「講」、「教」三大類，要求寺院僧眾專注於其專業，並且設定各類僧侶的服色，限制寺田的買賣。
- 拔都的哥哥白帳汗斡兒答的後代白帳汗國汗斡兒答後人脫脫迷失在帖木兒帝國支持下佔據喀山城，打敗金帳汗國權臣馬麥與羅斯公國，將白帳汗國與金帳汗國合併，版圖由巴爾喀什湖至克里米亞，金帳汗國汗位拔都系終結。
- 奧比奇家族開始掌控佛羅倫斯的政治核心直到1434年。

## 出生
- 埃里克七世，挪威、瑞典與丹麥的國王。（1459年逝世，77岁）

## 逝世
- 明孝慈高皇后(馬皇后)
- 1月6日——把匝剌瓦爾密，元世祖忽必烈第五子、云南王忽哥赤后裔。封梁王，镇守云南。元末明初政治和军事人物。
- 7月27日——乔万娜一世，那不勒斯女王，前任國王安茹的羅貝托的孫女。
- 9月11日——拉約什一世，安茹王朝的匈牙利國王（1342年—1382年在位）和波蘭國王（盧德維克，1370年起）。
- 馬麥，金帳汗國瓦解前最後一位大汗別兒迪別的女婿，金帳汗國1360年至1382年權臣。